# マツダスカイアクティブズ広島
マツダスカイアクティブズ広島（英: Mazda Skyactivs Hiroshima）は、ホストエリアを広島県とする、ジャパンラグビーリーグワンに所属のラグビーチームである。略称「SA広島」。

## 概要
1963年創部。
母体は自動車メーカーのマツダ。陸上競技部とともにカンパニースポーツとして活動している。チーム名の由来はSKYACTIV TECHNOLOGY参照。チームカラーは「赤」。マスコットキャラはラグビーを愛するヒバゴンをイメージした「ウィズリー」。
本拠地はマツダ本社のある安芸郡府中町。練習場は安芸郡坂町にあるマツダ鯛尾グラウンド。試合会場は、広島市のBalcom BMWラグビースタジアムのほか、福山市の福山通運ローズスタジアムを使用する。
同じく広島県をホストエリアとし、試合会場（ホームグラウンド）も同じ中国電力レッドレグリオンズとの対戦は、広島ダービーと呼ばれる。

## 歴史
1961年、東洋工業（現・マツダ）ラグビー同好会として発足。1963年に正式に会社の競技部となる。
1971年度に初めて全国社会人大会に出場。以降、1999年度までに21回出場した（最高位はベスト8）。
1972年に創設された西日本社会人リーグには、初年度から参加し、優勝を果たした。この頃、オイルショックの影響でチームの強化が進まなくなっていったが、1980年代に入ると持ち直し、1983年には2回目の優勝を遂げた。翌1984年、社名変更に伴い登録名をマツダに変更。その後も西日本社会人リーグでは優勝争いに絡み続け、1987年には3回目の優勝を遂げた。1990年に初の外国人選手を採用。翌1991年に西日本社会人リーグで全勝優勝すると、1998年までの8年間で5回の優勝を遂げた。1972年に同リーグが開幕してから2002年に終了するまでの間、全31シーズンにわたり1部リーグに在籍し続けた。優勝回数は最多の8回を誇る。
2003年にトップリーグが開幕すると、2部リーグ相当のトップキュウシュウAに所属。トップリーグを目指す他チームの強化の影響から一時はBリーグ降格も危ぶまれた。しかし徐々に持ち直し、2006年にはトップチャレンジ2に初進出、翌2007年はトップキュウシュウA優勝を遂げトップチャレンジ1に初進出したが、いずれもトップリーグ初昇格はならなかった。2008年と2009年も同様にトップチャレンジ1及び入替戦で苦杯をなめ、昇格を逃した。2012年と2013年はトップチャレンジ2に進出するも、トップチャレンジ1に進出はならなかった。
この途中にチーム呼称をブルーズーマーズとした。チームカラーは、マツダのコーポレートカラーでもある青。「ブルーズーマーズ」は「青（blue）」とマツダのブランドエッセンス「ZOOM-ZOOM」を組み合わせた造語で、略称は「MBZ」。
2017年、新たに創設されたトップチャレンジリーグに参入した。
2022年に発足する新リーグジャパンラグビーリーグワンの2部リーグに参加、それに伴いチーム名称をマツダスカイアクティブズ広島に、チームカラーも赤に変更されることになった。

## タイトル
最上位リーグ
- 西日本社会人リーグ　優勝：8回（1972[注 2], 1983[注 3], 1987[注 4], 1991, 1993, 1995, 1996, 1998）※歴代最多

下位リーグ
- トップキュウシュウA　優勝：3回（2007, 2008, 2009）

## 成績

### 全国社会人大会戦績
| 回 | 年度 | 地区   | 成績           | 試 | 勝 | 分 | 敗 | 得  | 失  | 差   | 備考                     |
| -- | ---- | ------ | -------------- | -- | -- | -- | -- | --- | --- | ---- | ------------------------ |
| 24 | 1971 | 中国   | 1回戦敗退      | 1  | 0  | 0  | 1  | 3   | 82  | -79  | 東洋工業のチーム名で出場 |
| 25 | 1972 | 中国   | ベスト8        | 2  | 1  | 0  | 1  | 22  | 48  | -26  |                          |
| 27 | 1974 | 中国   | 1回戦敗退      | 1  | 0  | 0  | 1  | 12  | 47  | -35  |                          |
| 28 | 1975 | 中国   | 1回戦敗退      | 1  | 0  | 0  | 1  | 31  | 36  | -5   |                          |
| 29 | 1976 | 中国   | 1回戦敗退      | 1  | 0  | 0  | 1  | 14  | 39  | -25  |                          |
| 30 | 1977 | 中国   | ベスト8        | 2  | 1  | 0  | 1  | 47  | 73  | -26  |                          |
| 31 | 1978 | 中国   | 1回戦敗退      | 1  | 0  | 0  | 1  | 11  | 45  | -34  |                          |
| 32 | 1979 | 中国   | 1回戦敗退      | 1  | 0  | 0  | 1  | 3   | 68  | -65  |                          |
| 33 | 1980 | 中国   | 1回戦敗退      | 1  | 0  | 0  | 1  | 0   | 51  | -51  |                          |
| 34 | 1981 | 中国   | 1回戦敗退      | 1  | 0  | 0  | 1  | 3   | 49  | -46  |                          |
| 37 | 1984 | 中国   | 1回戦敗退      | 1  | 0  | 0  | 1  | 4   | 46  | -42  | マツダにチーム名変更     |
| 43 | 1990 | 西日本 | 1回戦敗退      | 1  | 0  | 0  | 1  | 6   | 80  | -74  |                          |
| 44 | 1991 | 西日本 | 1回戦敗退      | 1  | 0  | 0  | 1  | 12  | 20  | -8   |                          |
| 45 | 1992 | 西日本 | ベスト8        | 2  | 1  | 0  | 1  | 67  | 40  | 27   |                          |
| 46 | 1993 | 西日本 | ベスト8        | 2  | 1  | 0  | 1  | 71  | 47  | 24   |                          |
| 47 | 1994 | 西日本 | 1回戦敗退      | 1  | 0  | 0  | 1  | 29  | 30  | -1   |                          |
| 48 | 1995 | 西日本 | ベスト8        | 4  | 1  | 0  | 3  | 110 | 137 | -27  |                          |
| 49 | 1996 | 西日本 | 予選プール敗退 | 3  | 0  | 0  | 3  | 54  | 184 | -130 |                          |
| 50 | 1997 | 西日本 | 予選プール敗退 | 3  | 0  | 0  | 3  | 67  | 117 | -50  |                          |
| 51 | 1998 | 西日本 | 予選プール敗退 | 3  | 1  | 0  | 2  | 69  | 113 | -44  |                          |
| 52 | 1999 | 西日本 | 予選プール敗退 | 3  | 0  | 0  | 3  | 55  | 188 | -133 |                          |

### リーグ戦戦績

#### トップリーグ創設以前
| 年度 | 所属リーグ                 | Div. | 順位 | 試合 | 勝利 | 引分 | 敗戦 | 得点 | 失点 | 得失差 | 備考                                                  |
| ---- | -------------------------- | ---- | ---- | ---- | ---- | ---- | ---- | ---- | ---- | ------ | ----------------------------------------------------- |
| 1972 | 西日本社会人リーグ         | 1部  | 優勝 | 5    | 4    | 0    | 1    | 173  | 78   | 95     | 三すくみで同率優勝                                    |
| 1973 | 西日本社会人リーグ         | 1部  | 2位  | 5    | 3    | 0    | 2    | 105  | 121  | -16    | 三すくみ                                              |
| 1974 | 西日本社会人リーグ         | 1部  | 3位  | 5    | 3    | 0    | 2    | 178  | 146  | 32     |                                                       |
| 1975 | 西日本社会人リーグ         | 1部  | 3位  | 5    | 3    | 0    | 2    | 109  | 141  | -32    |                                                       |
| 1976 | 西日本社会人リーグ         | 1部  | 4位  | 7    | 3    | 0    | 4    | 165  | 239  | -74    | 三すくみ                                              |
| 1977 | 西日本社会人リーグ         | 1部  | 3位  | 7    | 4    | 0    | 3    | 237  | 224  | 13     | 同率                                                  |
| 1978 | 西日本社会人リーグ         | 1部  | 5位  | 7    | 3    | 0    | 4    | 172  | 200  | -28    |                                                       |
| 1979 | 西日本社会人リーグ         | 1部  | 4位  | 7    | 3    | 0    | 4    | 136  | 245  | -109   | 同率                                                  |
| 1980 | 西日本社会人リーグ         | 1部  | 6位  | 7    | 2    | 1    | 4    | 104  | 134  | -30    |                                                       |
| 1981 | 西日本社会人リーグ         | 1部  | 4位  | 8    | 5    | 0    | 3    | 200  | 143  | 57     | 同率                                                  |
| 1982 | 西日本社会人リーグ         | 1部  | 2位  | 8    | 6    | 0    | 2    | 192  | 85   | 107    | 同率                                                  |
| 1983 | 西日本社会人リーグ         | 1部  | 優勝 | 8    | 6    | 1    | 1    | 246  | 77   | 169    | 同率優勝                                              |
| 1984 | 西日本社会人リーグ Aリーグ | 1部  | 3位  | 4    | 1    | 0    | 3    | 47   | 54   | -7     | 三すくみ                                              |
| 1985 | 西日本社会人リーグ Aリーグ | 1部  | 2位  | 4    | 3    | 0    | 1    | 73   | 49   | 24     | 同率1位。順位は当該決戦による                         |
| 1986 | 西日本社会人リーグ Aリーグ | 1部  | 2位  | 5    | 3    | 0    | 2    | 120  | 82   | 38     |                                                       |
| 1987 | 西日本社会人リーグ Aリーグ | 1部  | 優勝 | 5    | 4    | 0    | 1    | 182  | 57   | 125    | 同率優勝                                              |
| 1988 | 西日本社会人リーグ Aリーグ | 1部  | 4位  | 5    | 2    | 1    | 2    | 130  | 117  | 13     |                                                       |
| 1989 | 西日本社会人リーグ Aリーグ | 1部  | 5位  | 6    | 2    | 0    | 4    | 118  | 140  | -22    |                                                       |
| 1990 | 西日本社会人リーグ Aリーグ | 1部  | 2位  | 6    | 4    | 1    | 1    | 190  | 84   | 106    |                                                       |
| 1991 | 西日本社会人リーグ Aリーグ | 1部  | 優勝 | 6    | 6    | 0    | 0    | 232  | 36   | 196    |                                                       |
| 1992 | 西日本社会人リーグ Aリーグ | 1部  | 3位  | 7    | 6    | 0    | 1    | 399  | 58   | 341    | 三すくみで1位。順位は当該チーム間の得失トライ差による |
| 1993 | 西日本社会人リーグ Aリーグ | 1部  | 優勝 | 6    | 6    | 0    | 0    | 315  | 56   | 259    |                                                       |
| 1994 | 西日本社会人リーグ Aリーグ | 1部  | 2位  | 7    | 6    | 0    | 1    | 377  | 68   | 309    |                                                       |
| 1995 | 西日本社会人リーグ Aリーグ | 1部  | 優勝 | 7    | 6    | 0    | 1    | 372  | 66   | 306    | 同率1位。順位は当該決戦による                         |
| 1996 | 西日本社会人リーグ Aリーグ | 1部  | 優勝 | 7    | 6    | 0    | 1    | 338  | 160  | 178    | 同率1位。順位は当該決戦による                         |
| 1997 | 西日本社会人リーグ Aリーグ | 1部  | 2位  | 7    | 6    | 0    | 1    | 387  | 126  | 261    | 同率1位。順位は当該決戦による                         |
| 1998 | 西日本社会人リーグ Aリーグ | 1部  | 優勝 | 7    | 6    | 0    | 1    | 263  | 135  | 128    | 同率1位。順位は当該決戦による                         |
| 1999 | 西日本社会人リーグ Aリーグ | 1部  | 3位  | 7    | 6    | 0    | 1    | 356  | 136  | 220    | 三すくみで1位。順位は当該チーム間の得失点差による     |
| 2000 | 西日本社会人リーグ Aリーグ | 1部  | 4位  | 7    | 4    | 0    | 3    | 310  | 181  | 129    |                                                       |
| 2001 | 西日本社会人リーグ Aリーグ | 1部  | 4位  | 7    | 4    | 0    | 3    | 285  | 147  | 138    |                                                       |
| 2002 | 西日本社会人リーグ Aリーグ | 1部  | 4位  | 7    | 4    | 0    | 3    | 215  | 195  | 20     |                                                       |

#### トップリーグ創設以降
- 2003-2004シーズン トップキュウシュウA 5位
- 2004-2005シーズン トップキュウシュウA 4位
- 2005-2006シーズン トップキュウシュウA 3位、トップチャレンジ順位決定戦：3位
- 2006-2007シーズン トップキュウシュウA 2位、トップチャレンジ順位決定戦：2位、トップチャレンジ2：3位、トップキュウシュウA残留
- 2007-2008シーズン トップキュウシュウA 優勝、トップチャレンジ順位決定戦：1位、トップチャレンジ1：3位、トップリーグ入替戦：敗戦、トップキュウシュウA残留
- 2008-2009シーズン トップキュウシュウA 優勝、トップチャレンジ順位決定戦：1位、トップチャレンジ1：3位、トップリーグ入替戦：敗戦、トップキュウシュウA残留
- 2009-2010シーズン トップキュウシュウA 優勝、トップチャレンジ順位決定戦：1位、トップチャレンジ1：3位、トップリーグ入替戦：敗戦、トップキュウシュウA残留
- 2010-2011シーズン トップキュウシュウA 2位、トップチャレンジ2：3位、トップキュウシュウA残留
- 2011-2012シーズン トップキュウシュウA 3位
- 2012-2013シーズン トップキュウシュウA 2位（予選リーグ：2位 5勝1敗、決勝リーグ：1-3位グループ 1勝1敗）、トップチャレンジ2：3位、トップキュウシュウA残留
- 2013-2014シーズン トップキュウシュウA 2位（予選リーグ：2位 5勝1敗、決勝リーグ：1-3位グループ 1勝1敗）、トップチャレンジ2：2位、トップキュウシュウA残留
- 2014-2015シーズン トップキュウシュウA 3位（予選リーグ：3位 4勝2敗、決勝リーグ：1-3位グループ 2敗）
- 2015-2016シーズン トップキュウシュウA 3位（予選リーグ：3位 5勝2敗、決勝リーグ：1-4位グループ 1勝2敗）
- 2016-2017シーズン トップキュウシュウA 3位（予選リーグ：3位 4勝2敗、決勝リーグ：1-3位グループ 2敗）、ジャパンラグビートップチャレンジリーグ参入マッチ：2位、トップチャレンジリーグへ参入
- 2017-2018シーズン トップチャレンジリーグ 5位（1stステージ：6位 2勝4敗1分、2ndステージ：3勝）
- 2018-2019シーズン トップチャレンジリーグ 6位（1stステージ：6位 2勝5敗、2ndステージ：2勝1敗）
- 2019-2020シーズン トップチャレンジリーグ 6位（2勝5敗）、トップリーグカップ プール戦敗退（6位 5敗）
- 2020-2021シーズン トップチャレンジリーグ 8位（リーグ戦：Bグループ4位 1勝3敗、順位決定戦：7位決定戦 敗戦）

### ジャパンラグビーリーグワン
| シーズン | DIVISION  | 最終順位 | リーグ順位  | 試合数 | 勝点 | 勝 | 分 | 負 | 得点 | 失点 | 得失差 | 入替戦など                      | 備考                 |
| -------- | --------- | -------- | ----------- | ------ | ---- | -- | -- | -- | ---- | ---- | ------ | ------------------------------- | -------------------- |
| 2022     | DIVISION2 | 6位      | 6位/6チーム | 10     | 4    | 1  | 0  | 9  | 133  | 440  | -307   | 順位決定戦6位 入替戦敗退・降格  | [ 7 ] [ 8 ]          |
| 2022-23  | DIVISION3 | 3位      | 3位/5チーム | 12     | 14   | 3  | 0  | 9  | 231  | 423  | -192   | なし                            | [ 9 ]                |
| 2023-24  | DIVISION3 | 4位      | 4位/5チーム | 12     | 20   | 4  | 0  | 8  | 314  | 464  | -150   | なし                            | [ 10 ]               |
| 2024-25  | DIVISION3 | 優勝     | 1位/6チーム | 15     | 61   | 12 | 0  | 3  | 607  | 245  | 362    | DIVISION2 8位と入替戦敗退・残留 | [ 11 ] [ 12 ] [ 13 ] |

## 2024-25シーズンの順位
| \| \| JAPAN RUGBY LEAGUE ONE 2024-25 DIVISION 3 順位表（2025年5月11日時点）出典：[14] \| 編集 \| | | | | | | | | | | | | | | |                                                                          |                                                                          |
| リーグ戦 順位 | チーム | 試合数 | 勝ち点 | 勝 | 分 | 負 | 得点 | 失点 | 得失差 | T | G | PG | DG | 反則数 | 入替戦                                                                   | 最終結果                                                                 |
| 優勝 | マツダスカイアクティブズ広島 | 14 | 56 | 11 | 0 | 3 | 567 | 235 | 332 | 85 | 62 | 6 | 0 | 160 | 第14節で優勝決定、第13節で入替戦進出決定 DIVISION2 8位と入替戦           | 残留                                                                     |
| 2位 | 狭山セコムラガッツ | 15 | 55 | 11 | 0 | 4 | 593 | 317 | 276 | 87 | 61 | 12 | 0 | 179 | 第13節で入替戦進出が決定 DIVISION2 7位と入替戦                           | 残留                                                                     |
| 3位 | クリタウォーターガッシュ昭島 | 15 | 43 | 9 | 0 | 6 | 529 | 402 | 127 | 77 | 54 | 12 | 0 | 180 |                                                                          |                                                                          |
| 4位 | 中国電力レッドレグリオンズ | 14 | 23 | 5 | 0 | 9 | 319 | 474 | -155 | 40 | 28 | 21 | 0 | 166 |                                                                          |                                                                          |
| 5位 | ヤクルトレビンズ戸田 | 15 | 23 | 5 | 0 | 10 | 298 | 537 | -239 | 41 | 21 | 12 | 0 | 183 |                                                                          |                                                                          |
| 6位 | ルリーロ福岡 | 15 | 13 | 3 | 0 | 12 | 266 | 607 | -341 | 34 | 24 | 16 | 0 | 212 |                                                                          |                                                                          |
| | | | | | | | | | | | | | | |                                                                          |                                                                          |
| - 勝ち点は、勝ち4点、引き分け2点、負け0点。 - ただし、7点差以内の負けは1点を付与、3トライ差以上での勝ちは追加で1点を付与。 - 同じ勝ち点である場合は下記の順番で順位を決定する。 1. 勝ち点 2. 勝利数 3. ①および②が同数であったチーム間の勝ち点 4. ①、②および③が同数であったチーム間の得失点差 5. 全試合の得失点差 6. 当該チーム間のトライ数 7. 全試合でのトライ数 8. 当該チーム間のトライ後のゴール数 9. 全試合でのトライ後のゴール数 10. 抽選 | - 勝ち点は、勝ち4点、引き分け2点、負け0点。 - ただし、7点差以内の負けは1点を付与、3トライ差以上での勝ちは追加で1点を付与。 - 同じ勝ち点である場合は下記の順番で順位を決定する。 1. 勝ち点 2. 勝利数 3. ①および②が同数であったチーム間の勝ち点 4. ①、②および③が同数であったチーム間の得失点差 5. 全試合の得失点差 6. 当該チーム間のトライ数 7. 全試合でのトライ数 8. 当該チーム間のトライ後のゴール数 9. 全試合でのトライ後のゴール数 10. 抽選 | - 勝ち点は、勝ち4点、引き分け2点、負け0点。 - ただし、7点差以内の負けは1点を付与、3トライ差以上での勝ちは追加で1点を付与。 - 同じ勝ち点である場合は下記の順番で順位を決定する。 1. 勝ち点 2. 勝利数 3. ①および②が同数であったチーム間の勝ち点 4. ①、②および③が同数であったチーム間の得失点差 5. 全試合の得失点差 6. 当該チーム間のトライ数 7. 全試合でのトライ数 8. 当該チーム間のトライ後のゴール数 9. 全試合でのトライ後のゴール数 10. 抽選 | - 勝ち点は、勝ち4点、引き分け2点、負け0点。 - ただし、7点差以内の負けは1点を付与、3トライ差以上での勝ちは追加で1点を付与。 - 同じ勝ち点である場合は下記の順番で順位を決定する。 1. 勝ち点 2. 勝利数 3. ①および②が同数であったチーム間の勝ち点 4. ①、②および③が同数であったチーム間の得失点差 5. 全試合の得失点差 6. 当該チーム間のトライ数 7. 全試合でのトライ数 8. 当該チーム間のトライ後のゴール数 9. 全試合でのトライ後のゴール数 10. 抽選 | - 勝ち点は、勝ち4点、引き分け2点、負け0点。 - ただし、7点差以内の負けは1点を付与、3トライ差以上での勝ちは追加で1点を付与。 - 同じ勝ち点である場合は下記の順番で順位を決定する。 1. 勝ち点 2. 勝利数 3. ①および②が同数であったチーム間の勝ち点 4. ①、②および③が同数であったチーム間の得失点差 5. 全試合の得失点差 6. 当該チーム間のトライ数 7. 全試合でのトライ数 8. 当該チーム間のトライ後のゴール数 9. 全試合でのトライ後のゴール数 10. 抽選 | - 勝ち点は、勝ち4点、引き分け2点、負け0点。 - ただし、7点差以内の負けは1点を付与、3トライ差以上での勝ちは追加で1点を付与。 - 同じ勝ち点である場合は下記の順番で順位を決定する。 1. 勝ち点 2. 勝利数 3. ①および②が同数であったチーム間の勝ち点 4. ①、②および③が同数であったチーム間の得失点差 5. 全試合の得失点差 6. 当該チーム間のトライ数 7. 全試合でのトライ数 8. 当該チーム間のトライ後のゴール数 9. 全試合でのトライ後のゴール数 10. 抽選 | - 勝ち点は、勝ち4点、引き分け2点、負け0点。 - ただし、7点差以内の負けは1点を付与、3トライ差以上での勝ちは追加で1点を付与。 - 同じ勝ち点である場合は下記の順番で順位を決定する。 1. 勝ち点 2. 勝利数 3. ①および②が同数であったチーム間の勝ち点 4. ①、②および③が同数であったチーム間の得失点差 5. 全試合の得失点差 6. 当該チーム間のトライ数 7. 全試合でのトライ数 8. 当該チーム間のトライ後のゴール数 9. 全試合でのトライ後のゴール数 10. 抽選 | - 勝ち点は、勝ち4点、引き分け2点、負け0点。 - ただし、7点差以内の負けは1点を付与、3トライ差以上での勝ちは追加で1点を付与。 - 同じ勝ち点である場合は下記の順番で順位を決定する。 1. 勝ち点 2. 勝利数 3. ①および②が同数であったチーム間の勝ち点 4. ①、②および③が同数であったチーム間の得失点差 5. 全試合の得失点差 6. 当該チーム間のトライ数 7. 全試合でのトライ数 8. 当該チーム間のトライ後のゴール数 9. 全試合でのトライ後のゴール数 10. 抽選 | - 勝ち点は、勝ち4点、引き分け2点、負け0点。 - ただし、7点差以内の負けは1点を付与、3トライ差以上での勝ちは追加で1点を付与。 - 同じ勝ち点である場合は下記の順番で順位を決定する。 1. 勝ち点 2. 勝利数 3. ①および②が同数であったチーム間の勝ち点 4. ①、②および③が同数であったチーム間の得失点差 5. 全試合の得失点差 6. 当該チーム間のトライ数 7. 全試合でのトライ数 8. 当該チーム間のトライ後のゴール数 9. 全試合でのトライ後のゴール数 10. 抽選 | - 勝ち点は、勝ち4点、引き分け2点、負け0点。 - ただし、7点差以内の負けは1点を付与、3トライ差以上での勝ちは追加で1点を付与。 - 同じ勝ち点である場合は下記の順番で順位を決定する。 1. 勝ち点 2. 勝利数 3. ①および②が同数であったチーム間の勝ち点 4. ①、②および③が同数であったチーム間の得失点差 5. 全試合の得失点差 6. 当該チーム間のトライ数 7. 全試合でのトライ数 8. 当該チーム間のトライ後のゴール数 9. 全試合でのトライ後のゴール数 10. 抽選 | - 勝ち点は、勝ち4点、引き分け2点、負け0点。 - ただし、7点差以内の負けは1点を付与、3トライ差以上での勝ちは追加で1点を付与。 - 同じ勝ち点である場合は下記の順番で順位を決定する。 1. 勝ち点 2. 勝利数 3. ①および②が同数であったチーム間の勝ち点 4. ①、②および③が同数であったチーム間の得失点差 5. 全試合の得失点差 6. 当該チーム間のトライ数 7. 全試合でのトライ数 8. 当該チーム間のトライ後のゴール数 9. 全試合でのトライ後のゴール数 10. 抽選 | - 勝ち点は、勝ち4点、引き分け2点、負け0点。 - ただし、7点差以内の負けは1点を付与、3トライ差以上での勝ちは追加で1点を付与。 - 同じ勝ち点である場合は下記の順番で順位を決定する。 1. 勝ち点 2. 勝利数 3. ①および②が同数であったチーム間の勝ち点 4. ①、②および③が同数であったチーム間の得失点差 5. 全試合の得失点差 6. 当該チーム間のトライ数 7. 全試合でのトライ数 8. 当該チーム間のトライ後のゴール数 9. 全試合でのトライ後のゴール数 10. 抽選 | - 勝ち点は、勝ち4点、引き分け2点、負け0点。 - ただし、7点差以内の負けは1点を付与、3トライ差以上での勝ちは追加で1点を付与。 - 同じ勝ち点である場合は下記の順番で順位を決定する。 1. 勝ち点 2. 勝利数 3. ①および②が同数であったチーム間の勝ち点 4. ①、②および③が同数であったチーム間の得失点差 5. 全試合の得失点差 6. 当該チーム間のトライ数 7. 全試合でのトライ数 8. 当該チーム間のトライ後のゴール数 9. 全試合でのトライ後のゴール数 10. 抽選 | - 勝ち点は、勝ち4点、引き分け2点、負け0点。 - ただし、7点差以内の負けは1点を付与、3トライ差以上での勝ちは追加で1点を付与。 - 同じ勝ち点である場合は下記の順番で順位を決定する。 1. 勝ち点 2. 勝利数 3. ①および②が同数であったチーム間の勝ち点 4. ①、②および③が同数であったチーム間の得失点差 5. 全試合の得失点差 6. 当該チーム間のトライ数 7. 全試合でのトライ数 8. 当該チーム間のトライ後のゴール数 9. 全試合でのトライ後のゴール数 10. 抽選 | - 勝ち点は、勝ち4点、引き分け2点、負け0点。 - ただし、7点差以内の負けは1点を付与、3トライ差以上での勝ちは追加で1点を付与。 - 同じ勝ち点である場合は下記の順番で順位を決定する。 1. 勝ち点 2. 勝利数 3. ①および②が同数であったチーム間の勝ち点 4. ①、②および③が同数であったチーム間の得失点差 5. 全試合の得失点差 6. 当該チーム間のトライ数 7. 全試合でのトライ数 8. 当該チーム間のトライ後のゴール数 9. 全試合でのトライ後のゴール数 10. 抽選 | - 1位はDIVISION2の8位と、 2位はDIVISION2の7位と、 それぞれ入替戦を行う。 | - 1位はDIVISION2の8位と、 2位はDIVISION2の7位と、 それぞれ入替戦を行う。 |
| | JAPAN RUGBY LEAGUE ONE 2024-25 DIVISION 3 順位表（2025年5月11日時点）出典： | 編集 | | | | | | | | | | | | |                                                                          |                                                                          |

## 2025-26シーズンのスコッド
開幕前、2025-26シーズンでの選手登録までは、「チームに所属している選手」の一覧に過ぎないことに留意。
カテゴリA（日本代表の実績または資格あり）は、試合登録枠17名以上、同時出場可能枠11名以上。カテゴリB（日本代表の資格獲得見込み）は、試合登録枠・同時出場可能枠ともに任意。カテゴリC（他国代表歴あり等、カテゴリ A, B以外）は、試合登録枠3名以下。
マツダスカイアクティブズ広島の2025-26シーズンのスコッドは下記のとおり。2025年6月6日現在。2024-25シーズン後の去就は未発表。
ヘッドコーチ: ダミアン・カラウナ
| 選手                       | ポジション           | 身長  | 体重  | 誕生日（年齢）         | 登録区分  |
| -------------------------- | -------------------- | ----- | ----- | ---------------------- | --------- |
| 富田凌仁                   | プロップ             | 170cm | 105kg | 2001年12月20日（23歳） | カテゴリA |
| 葛西翔太                   | プロップ             | 173cm | 115kg | 2001年10月21日（23歳） | カテゴリA |
| 梅本遥己                   | プロップ             | 175cm | 100kg | 2000年5月22日（25歳）  | カテゴリA |
| 金山忠次                   | プロップ             | 179cm | 110kg | 2000年9月8日（24歳）   | カテゴリA |
| 高橋裕司                   | プロップ             | 170cm | 100kg | 1997年9月30日（27歳）  | カテゴリA |
| 加藤滉紫                   | プロップ             | 172cm | 90kg  | 1996年6月2日（29歳）   | カテゴリA |
| 重信滉史郎                 | プロップ             | 175cm | 100kg | 1995年9月28日（29歳）  | カテゴリA |
| 大竹智也                   | プロップ             | 180cm | 104kg | 1993年4月2日（32歳）   | カテゴリA |
| 小栁友徳                   | プロップ             | 177cm | 120kg | 1992年1月6日（33歳）   | カテゴリA |
| 平沼泰成                   | フッカー             | 170cm | 96kg  | 2002年3月18日（23歳）  | カテゴリA |
| 横尾太一                   | フッカー             | 172cm | 95kg  | 1999年11月12日（25歳） | カテゴリA |
| 中野光基                   | フッカー             | 180cm | 105kg | 2000年3月10日（25歳）  | カテゴリA |
| 武田知大                   | フッカー             | 175cm | 90kg  | 1996年9月11日（28歳）  | カテゴリA |
| 北林佑介                   | フッカー             | 172cm | 104kg | 1995年8月12日（29歳）  | カテゴリA |
| アンドリュー・デビッドソン | ロック               | 202cm | 113kg | 1996年11月7日（28歳）  | カテゴリB |
| サム・チョンキット         | ロック               | 198cm | 107kg | 1995年3月2日（30歳）   | カテゴリA |
| 野田海生                   | ロック               | 187cm | 110kg | 1999年10月28日（25歳） | カテゴリA |
| 田中雄太郎                 | ロック               | 185cm | 105kg | 1998年4月5日（27歳）   | カテゴリA |
| 佐藤羅雲                   | ロック               | 185cm | 99kg  | 1997年4月8日（28歳）   | カテゴリA |
| 西野嘉修                   | ロック               | 185cm | 94kg  | 1993年6月30日（31歳）  | カテゴリA |
| ナッシュ・タイ             | ロック               | 196cm | 114kg | 1996年5月17日（29歳）  | カテゴリA |
| 渡邉完徒                   | ロック/フランカー    | 182cm | 100kg | 2002年7月23日（22歳）  | カテゴリA |
| テヴィン・フェリス         | フランカー           | 187cm | 113kg | 1996年7月24日（28歳）  | カテゴリB |
| 芦田朋輝                   | フランカー           | 183cm | 105kg | 1995年3月24日（30歳）  | カテゴリA |
| ジャクソン・ピュー         | フランカー           | 197cm | 110kg | 2000年2月3日（25歳）   | カテゴリC |
| 岩本圭伸                   | フランカー           | 180cm | 93kg  | 2003年1月8日（22歳）   | カテゴリA |
| グアイニ優人               | フランカー/ナンバー8 | 177cm | 96kg  | 2002年9月12日（22歳）  | カテゴリA |
| 鈴木伊織                   | ナンバー8            | 180cm | 100kg | 1997年10月20日（27歳） | カテゴリA |
| 福山太陽                   | スクラムハーフ       | 175cm | 78kg  | 2001年11月28日（23歳） | カテゴリA |
| 前田翔哉                   | スクラムハーフ       | 163cm | 60kg  | 2001年3月27日（24歳）  | カテゴリA |
| ジェイコブ・アベル         | スクラムハーフ       | 174cm | 92kg  | 1997年10月30日（27歳） | カテゴリB |
| 中島陸斗                   | スクラムハーフ       | 164cm | 78kg  | 1996年2月11日（29歳）  | カテゴリA |
| 河野翼                     | スクラムハーフ       | 163cm | 70kg  | 1995年7月3日（29歳）   | カテゴリA |
| 後藤大                     | スクラムハーフ       | 166cm | 73kg  | 1992年12月27日（32歳） | カテゴリA |
| 嘉納一千                   | スタンドオフ         | 177cm | 84kg  | 2002年1月12日（23歳）  | カテゴリA |
| 井上陽公                   | スタンドオフ         | 175cm | 79kg  | 2001年10月27日（23歳） | カテゴリA |
| 齊藤遼太郎                 | スタンドオフ         | 174cm | 80kg  | 1992年12月4日（32歳）  | カテゴリA |
| ボーディン・ワッカ         | スタンドオフ         | 180cm | 91kg  | 1994年1月27日（31歳）  | カテゴリC |
| 中村悠人                   | スタンドオフ         | 177cm | 90kg  | 1998年12月1日（26歳）  | カテゴリA |
| 久保清悟                   | ウイング             | 174cm | 84kg  | 1998年8月22日（26歳）  | カテゴリA |
| 北島遥生                   | ウイング             | 172cm | 85kg  | 1995年4月16日（30歳）  | カテゴリA |
| クリントン・ノックス       | センター             | 182cm | 98kg  | 1992年12月27日（32歳） | カテゴリA |
| 本山峻也                   | センター             | 173cm | 83kg  | 2000年10月1日（24歳）  | カテゴリA |
| 李修平                     | センター             | 179cm | 80kg  | 1989年8月9日（35歳）   | カテゴリC |
| 亀井康平                   | センター             | 174cm | 75kg  | 1997年6月27日（27歳）  | カテゴリA |
| 金丸勇人                   | センター             | 175cm | 76kg  | 1994年2月28日（31歳）  | カテゴリA |
| 松澤駿平                   | センター             | 178cm | 88kg  | 2002年9月25日（22歳）  | カテゴリA |
| 渡部雄大                   | センター             | 170cm | 90kg  | 2002年9月4日（22歳）   | カテゴリA |
| 田中康平                   | フルバック           | 183cm | 88kg  | 2000年12月19日（24歳） | カテゴリA |
| 大内錬                     | フルバック           | 183cm | 88kg  | 1999年1月22日（26歳）  | カテゴリA |
| 笹岡海斗                   | フルバック           | 174cm | 85kg  | 1999年7月15日（25歳）  | カテゴリA |
| 龍野光太朗                 | フルバック           | 170cm | 80kg  | 1998年5月17日（27歳）  | カテゴリA |
| 﨑口銀二朗                 | フルバック           | 175cm | 75kg  | 1994年11月25日（30歳） | カテゴリA |
| 中本圭介                   | フルバック           | 180cm | 83kg  | 1992年12月1日（32歳）  | カテゴリA |

## 過去の所属選手
- 島崎文治
- 梅本勝
- 中居智昭
- 永野裕士
- 吉永宏二郎
- ステファン・ミルン
- レメキロマノラヴァ
- 南宗成
- ジョー・カマナ
- トニー・ハント
- イシレリ・マヌ
- 大内空
- 秋枝健太
- 長岡智之
- 永田亮
- 柏田裕紀
- 中村悠人
- テビタ・タイ

【2023-24シーズンまでで退団】
- 石上裕一
- 高見雄太
- 徳田敬登
- ロックラン・オズボーン
- 森悠記